# Wanadoo
Wanadoo was een internet- en telecomprovider, die via ADSL en kabel (Ziggo, destijds Casema) zijn diensten aanbood. Het bedrijf was, net als zusterbedrijf Orange, eigendom van France Télécom. 

## Geschiedenis
Wanadoo is voortgekomen uit EuroNet en Casema, die beiden in 1998 werden overgenomen door het Franse telecomconcern France Télécom. 
In 2004 lanceerde Wanadoo de Livebox, een alles-in-één-modem waarmee Wanadoo klanten konden surfen, gamen en bellen. Wanadoo was de eerste internetaanbieder in Nederland die een dergelijk multifunctioneel modem op de markt bracht en het bedrijf kon op deze manier haar aanbod uitbreiden met het zogenaamde ‘dual play’-aanbod: zowel internet als (vaste) telefonie. In januari 2005 verwelkomde Wanadoo haar eerste telefonieklanten. In 2004 leek het erop dat Wanadoo het ‘triple play’-aanbod van internet, telefonie en televisie zou lanceren, maar doordat de techniek er nog niet klaar voor was, is het er in Nederland nooit van gekomen.
In combinatie met de Wanadoo Jukebox, de online muziekwinkel die het bedrijf in 2004 lanceerde, werd er op 15 maart 2004  de online talentenjacht Wanadoo Discoveries voor de eerste keer georganiseerd. Het doel van het evenement was om de legale online muziekindustrie te stimuleren en Wanadoo wilde laten zien dat het internet een grote bijdrage kon leveren aan de promotie van jonge artiesten. In elk van de vier deelnemende landen (Frankrijk, Verenigd Koninkrijk, Spanje en Nederland) selecteerden platenmaatschappijen tien jonge artiesten. De artiesten presenteerden hun single op het Wanadoo-muziek-channel, waarna de internetters de muziek op het portaal konden beluisteren en stemmen op hun favoriete artiest. Daarna volgde nog de Europese selectie, waarvan de winnaar mocht meedoen met een internationaal concert in Zuid-Frankrijk. De Britse band Maupa won de Europese talentenjacht in 2004. Bij de tweede (en tevens laatste) editie in 2005 won het Britse duo Sly Athann & Gillian O'Donovan.
In 2005 begon Wanadoo met de bouw van haar eigen onafhankelijke ADSL-netwerkinfrastructuur, zodat het minder afhankelijk zou zijn van derde partijen. Medio 2006 kreeg Wanadoo dezelfde naam als de mobiele aanbieder van France Télécom: Orange. Onder deze merknaam werd vanaf toen mobiele telefonie, ADSL en vaste telefonie aangeboden. In 2007 werd het bedrijf door T-Mobile Nederland gekocht en op 26 juni 2008 werd de internetaanbieder omgedoopt tot Online en op 20 september 2011 tot T-Mobile Online. De telecom-tak ging verder onder de naam van T-Mobile. Het Wanadoo.nl domein ging eind september 2012 offline en verdween daarmee uit de online wereld.